# Browar w Grodzisku Wielkopolskim
Browar w Grodzisku Wielkopolskim – browar w Grodzisku Wielkopolskim, w którym warzone jest piwo grodziskie.

## Historia
Produkcja piwa była prowadzona do 1993 roku. Została zakończona, gdy miejscowy browar został zlikwidowany przez Lech Browary Wielkopolski. Jako przyczynę rezygnacji z produkcji Grodziskiego podawano jej nieopłacalność. W 2012 roku warzelnię piwa w Grodzisku przy ul. Poznańskiej kupiła spółka IBG, która jest także właścicielem Browaru Fortuna. W maju 2015 roku piwo warzone w Grodzisku Wielkopolskim pojawiło się na rynku pod nazwą "Piwo z Grodziska".

## Produkty
- Piwo Grodziskie Oryginalne - ekstrakt 7,7% wag., alkohol 3,1% obj. (2,5% wag.)
- Piwo z Grodziska Piwobranie - specjalna edycja Piwa z Grodziska warzona raz w roku na jeden z najstarszych festiwali piwnych w Polsce - Grodziskie Piwobranie
  - Piwo z Grodziska Piwobranie 2015 - chmielona na zimno chmielami Fantasia i Styrian Golding - ekstrakt 7,7% wag., alkohol 3,1% obj. (2,5% wag.)
  - Piwo z Grodziska Piwobranie 2016 - chmielone na zimno z dodatkiem herbaty Sencha Earl Grey i chmielem Citra® - ekstrakt 7,7% wag., alkohol 3,1% obj. (2,5% wag.)
  - Piwo z Grodziska Piwobranie 2017 - z dodatkiem lawendy i kolendry - ekstrakt 7,7% wag., alkohol 3,1% obj. (2,5% wag.) - uwarzone według receptury zwycięzcy Grodziskiego Konkursu Piw Domowych 2016 - Bartłomieja Pawlika.
- Bernardyńskie - ekstrakt 13% wag., alkohol 6,5% obj.
- Bernardyńskie ciemne - ekstrakt 13,6% wag., alkohol 6,3% obj.
- Piwo Naturalne o smaku czerwonej porzeczki - ekstrakt 10,5% wag., alkohol 4,0% obj.
- Piwo Naturalne o smaku kwiatu czarnego bzu - ekstrakt 10,5% wag., alkohol 2,5% obj.
- Grodziska APA - ekstrakt 12,5% wag., alkohol 5,2% obj.
- Grodziska White IPA - ekstrakt 14% wag., alkohol 6% obj.
- Vermont IPA - z dodatkiem kocimiętki - ekstrakt: 14% wag., alkohol: 6,0% obj. IBU: 40 - uwarzone w kooperacji z browarem kontraktowym Szałpiw